# پیرزاده نائینی

حاجی پیرزاده، پتروگراد، روسیه (۱۸۷۰)

محمدعلی پیرزاده نائینی (زادهٔ نائین ۱۲۵۱ قمری–درگذشت ۱۳۲۱ قمری) که به اختصار حاجی پیرزاده نائینی شناخته می‌شود، سردودمان خاندان‌های پیرزاده و پیرنیا، و از عارفان روشن‌فکر و مشهور دوران قاجار است که روابط فراوانی با رجال سیاسی ایرانی و غیر ایرانی داشته‌است.

## سرگذشت
محمدعلی پیرزاده نائینی، در سال ۱۲۵۱ قمری (۱۸۳۶ میلادی) زاده شد. او از عارفان روشن‌فکر و مشهور طریقت نوربخشیه دوره قاجار بود که اجدادش هم اهل طریقت و از مشایخ نوربخشیه بودند. پدربرزگ او در جوانی پس از ترک تجارت برای پیوستن به طریقت نوربخشیه، از مریدان عبدالوهاب نائینی (مشهور به پیر) شد و به همین جهت سردودمان خاندان‌های پیرزاده و پیرنیا گردید. محمد اسماعیل، پدر محمدعلی نیز از عارفان روزگار خویش بود که در باغ مصلای نائین به خاک سپرده شده‌است.
پس از مرگ پدر، محمدعلی به تهران مهاجرت کرد، در تهران از سوی عموزاده‌اش میرزا محسنخان مشیرالدوله و به جهت ادب و حسن محضر، با بزرگان دوره قاجار هم‌صحبت گردید و ملازم افرادی چون میرزا حسین‌خان سپهسالار، امین‌الضرب وامین‌السلطان گردید، به گونه‌ای که اعتمادالسلطنه در توصیف پیرزاده می‌نویسد: «درویش خداآفریده پیغمبر تراشیده می‌باشد و غالب اروپا و آسیا را گردش فرموده»
پیرزاده در طول حیاتش مورد توجه دو پادشاه قاجار نیز بوده‌است، ناصرالدین شاه و مظفرالدین شاه او را مورد تفقد قرار داده بودند.

## سفرهای پیرزاده
پیرزاده در مجموع ۱۶ سال در دو سفر طولانی در فرنگ گذراند.

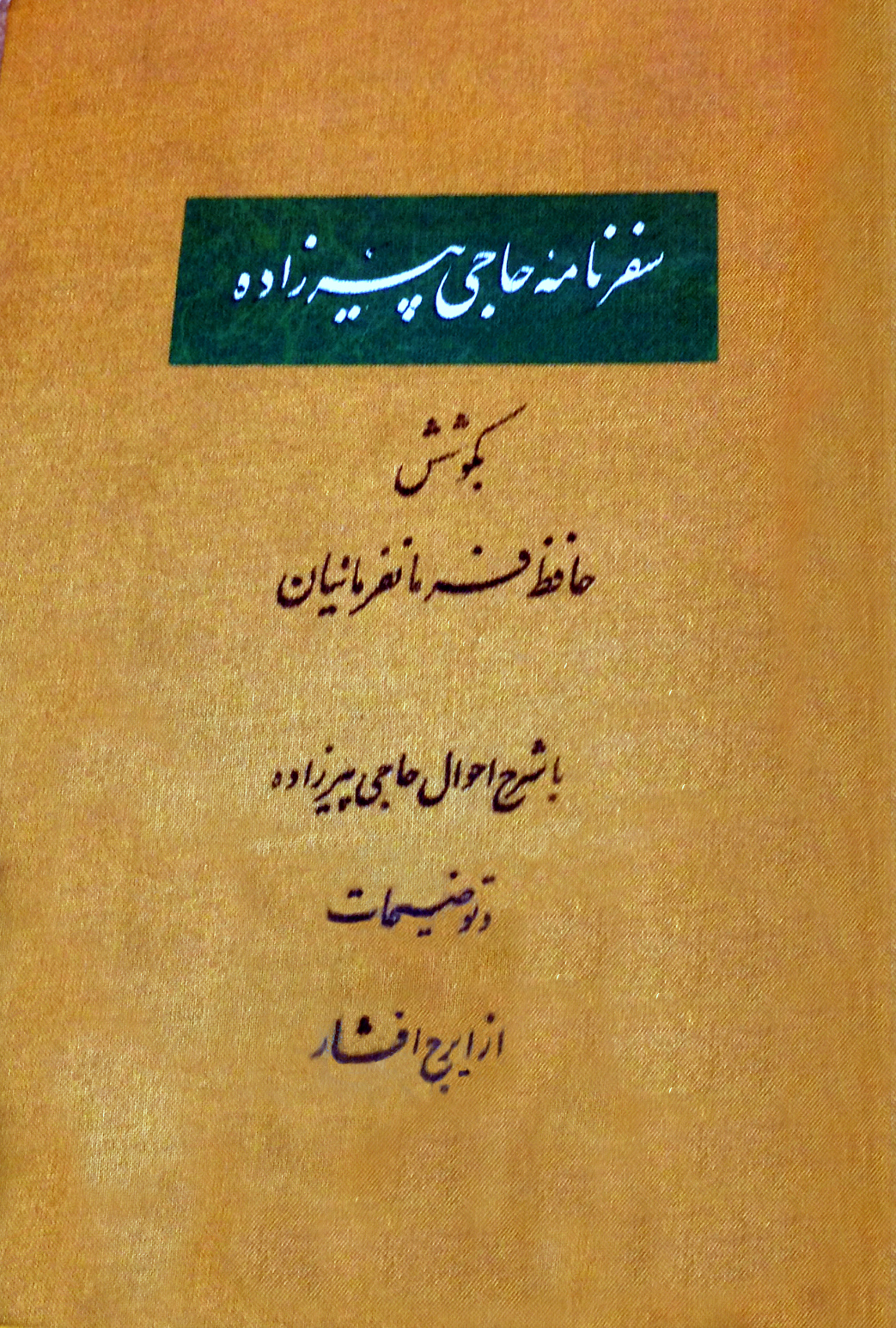
کتاب سفرنامه پیرزاده

سفر اول: او اولین سیاحت اروپا را در سال ۱۲۸۵ قمری در پیش گرفت که به مدت ۱۳ سال طول کشید. آن سفر پس از اولین اقامت‌اش در تهران انجام گرفت و با همراهی میرزا حسین‌خان سپهسالار، به عثمانی سفر کرد و مدت زمانی در استانبول اقامت داشت. در استانبول با حاجی میرزا صفا از عارفان نامدار آن زمان آشنا گردید، از مریدان او شد و از وی دانش عرفان خود را گسترش داد. در این دوره بود که محمدعلی نائینی توسط میرزا صفا، لقب «پیرزاده» را گرفت و در خلال آن که «پیرزاده نائینی» به زیارت حج رفت  و در بازگشت، به «حاجی پیرزاده نائینی» مشهور شد. پیرزاده در پایان آن سفر، از راه شامات و بیت‌المقدس به ایران بازگشت و به تهران عزیمت کرد و در آن، جا با بنان‌السلطنه شیبانی ازدواج کرد.
در زمان بازگشت پیرزاده به تهران حسین خان سپهسالار، صدراعظم شده بوده و به جهت دوستی با پیرزاده، مدتی را نزد هم در خانه صدراعظم می‌گذرانند. در این دوره، سپهسالار با توصیه حاجی پیرزاده نائینی، مدرسه و مسجد سپهسالار را در تهران بنا می‌نهد.
سفر دوم: حاجی پیرزاده سفر دومش را پس از ۱۶ سال، و به خواهش احمدخان مؤیدالمُلک، وزیر مختار استانبول در سال ۱۳۰۳ قمری (۱۸۸۶ میلادی) که به مدت ۳ سال طول کشید، با همراهی موید الملک به پیش گرفت. در این سفر میرزا ابوالحسن جلوه، حکیم و فیلسوف نامدار آن زمان، پیرزاده را بدرقه کرد و او از طریق بوشهر، بمبئی، اسکندریه و پاریس، وارد لندن شد. در لندن، پیرزاده میهمان میرزا ملکم‌خان ناظم‌الدوله سفیر ایران در دربار بریتانیای کبیر بود که او را با شخصیت‌های سیاسی انگلیس از جمله ویلیام یوئرت گلادستون (نخست‌وزیر وقت)، ادوارد براون ایران‌شناس برجسته و دیگران معرفی می‌کند.
پس از اقامت در لندن، پیرزاده از طریق برلین، وین، بخارست، استانبول و دمشق، به عتبات عالیات در عراق سفر کرد و در سال ۱۳۰۶ پس از زیارت نجف و کربلا، به تهران بازگشت.

## ادوارد بروان

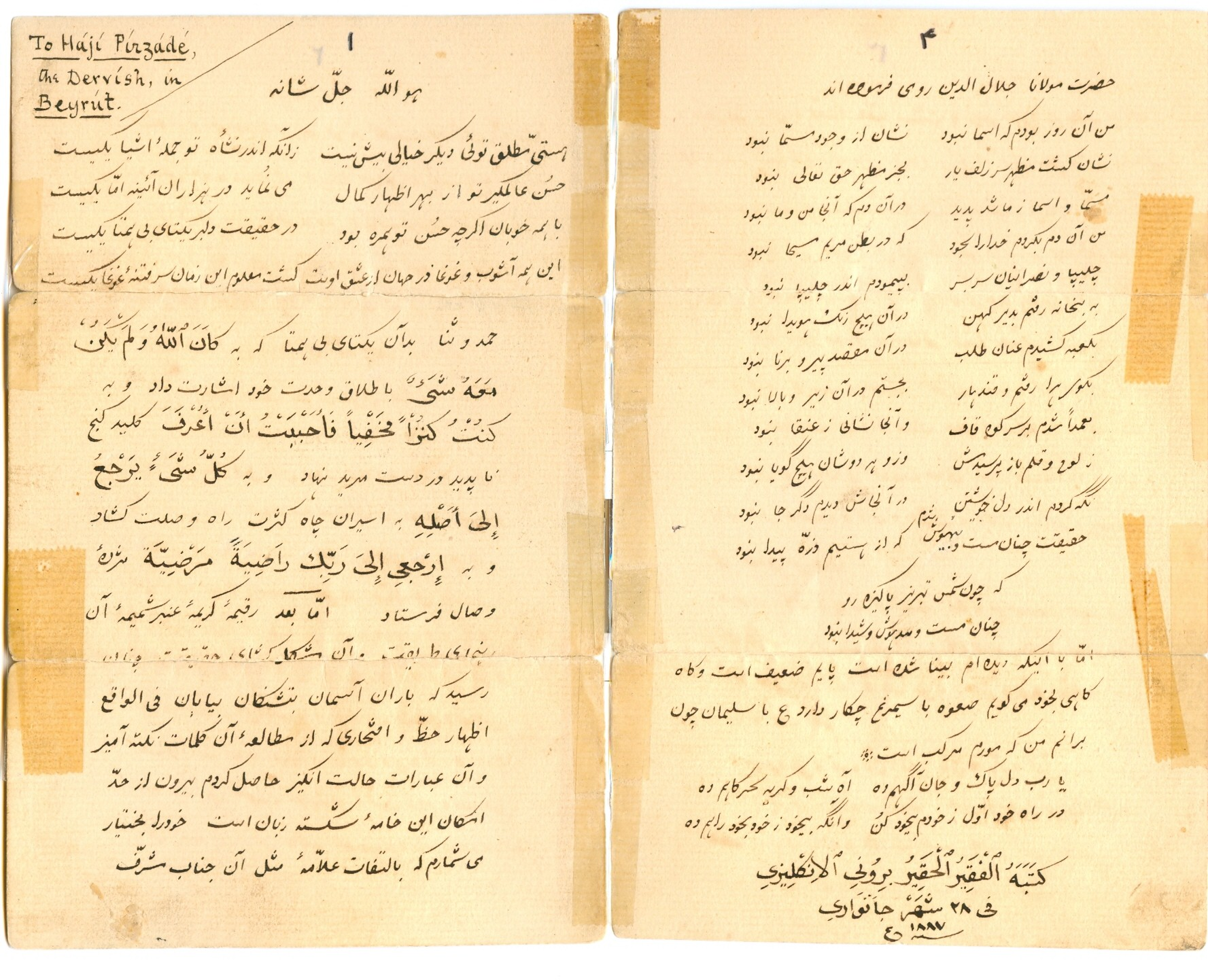
نمونه مکاتبه براون با پیرزاده

پیرزاده در طول اقامتش در لندن (۱۸۸۵ میلادی) با ادوارد براون، ایران‌شناس مشهور، که یادگیری زبان فارسی را آغاز کرده بود آشنا شد. براون از حاجی پیرزاده، لقب «مظهرعلی» را دریافت می‌کند و کسوت درویشی را به اهدا می‌گیرد، که پس از آن، براون در دیدارهایش با ایرانیان با آن کسوت و در تمام مکاتباتش با ایرانیان، از آن نام استفاده و نوشته‌هایش در مورد ایران را با آن لقب امضا می‌کرد. ادوارد براون نیز پیرزاده را «راهنمای طریقت»، «مخزن الاسرار حقیقت» و «پیر سالکان طریقت» خطاب می‌کرد. این آشنایی باعث می‌شود که براون نه تنها از ایران، شناخت بیشتری پیدا کند، بلکه براون از وزارت امور خارجه انگلستان درخواست می‌کند که او را در عضویت خود و با سمت کنسولی در سفارت انگلستان برای یک سال به تهران فرستاده شود.

## باغ صفائیه

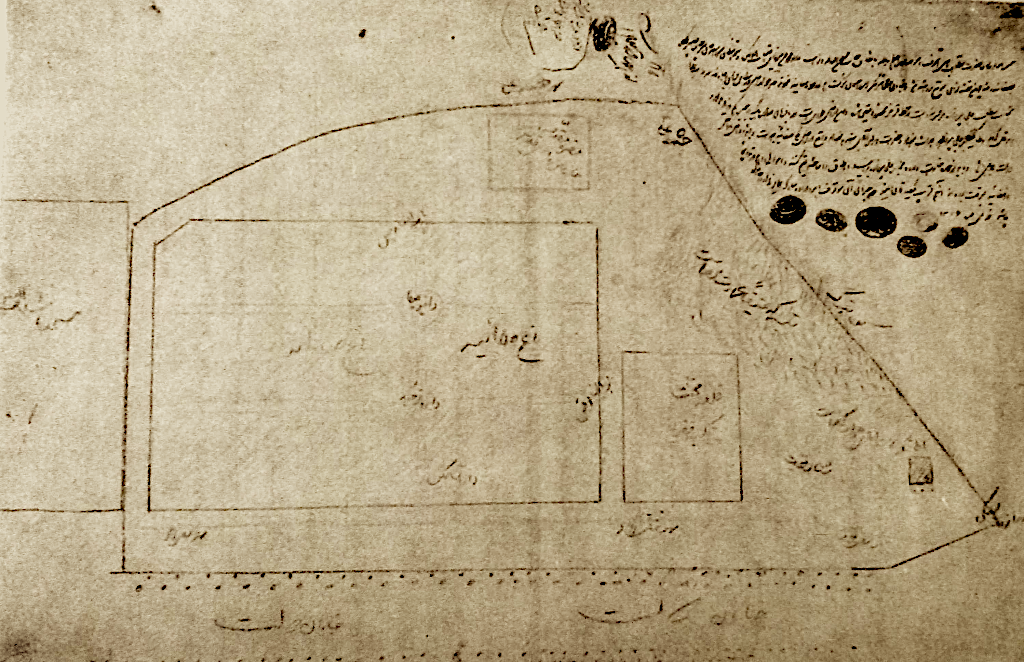
نقشه «باغ صفائیه» با تأیید مظفرالدین شاه

بعد از وفات میرزا صفا که مُرشد پیرزاده و مُراد سپهسالار بود، ناصرالدین شاه به درخواست سپهسالار، مزار میرزا صفا در چشمه‌علی را در سال ۱۲۹۱ قمری (۱۸۷۵ میلادی) با «چهل و هشت ساعت آب از قنات متعلق به اراضی برج طغرل» را به نام «باغ صفائیه» در شهر ری، به ملکیت پیرزاده درآورد که باغ صفائیه در آن مکان ایجاد شد و پیرزاده در همان‌جا ساکن شد. در سال ۱۳۱۶ قمری (۱۸۹۹ میلادی) پس از ۲۵ سال از احداث باغ صفائیه، میان پیرزاده و شعاع السلطنه، پسر فتح‌علی شاه، والی فارس و مالک دولت‌آباد، در مورد حدود باغ صفائیه اختلاف به‌وجود می‌آید ولی طبق دستور مظفرالدین شاه، هیئتی از رجال، محل مورد اختلاف را بازدید می‌کنند و حق را به جانب حاجی پیزاده می‌دهند و نقشه‌ای از آن‌جا ترسیم می‌کنند که به تأیید و مُهر رجال مزبور می‌رسد. اتابک‌خان هم آن را تأیید می‌کند و شاه هم بر آن صحه می‌گذارد.
باغ صفائیه پیرزاده در زمان خود محل آمد و شد رجال و اعیان قاجار، از جمله ناصرالدین‌شاه و ارادتمندان و دراویش صاحب‌نام بوده‌است. گفته می‌شود که روزی که ناصرالدین شاه در زیارتش از حرم شاه عبدالعظیم مورد سوءقصد قرار می‌گیرد و جانش را از دست می‌دهد، قرار بوده در بازگشت به کاخش، در تهران، برای صرف ناهار و دیدار با حاجی پیرزاده در باغ مذکور بگذراند.

پس از فوت پیرزاده، در ۲۴ ذیحجه ۱۳۲۱ قمری، به وصیت او جسدش در همان باغ به خاک سپرده می‌شود.

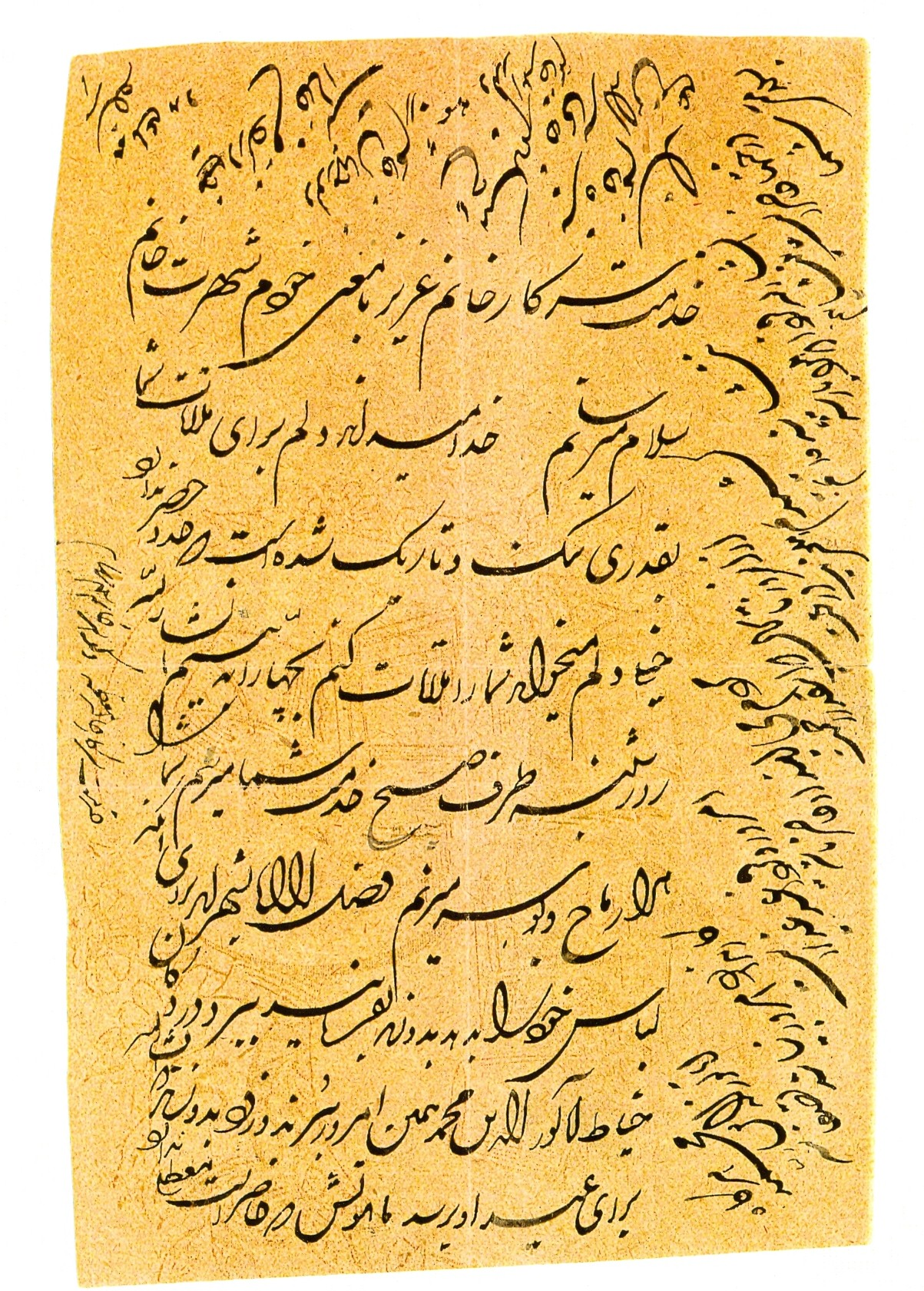
نمونه خط پیرزاده

## آثار
از حاجی پیرزاده نائینی یک سفرنامه برجا مانده‌است که با نثری روان و نسبتاً ساده، به شرح مسافرت دوم خود پرداخته‌است. در این مسافرت پیرزاده که از هند، مصر، فرانسه، انگلستان، اتریش، عثمانی، شامات و عراق دیدن کرده و با مشاهیر و بزرگانی که نام آورده شده من جمله آقاخان (سوم) اسماعیلیه ، میرزا محمدباقر بواناتی، شیخ محمد عبده، میرزای شیرازی، میرزا حبیب اصفهانی، حسینقلی‌خان نواب، صادق خان مستشارالدوله، حکیم پولاک، میرزا حبیب‌الله رشتی و دیگران دیدار و روابط ایجاد کرده بود که مشاهدات و مذاکرات خود را با آنان، روز به روز در سفرنامه به ثبت رسانده‌است.
پیرزاده در سفر نامه‌اش، به سلوک و رفتار، داد و ستد، آداب و رسوم و تعلیم و تربیت مردم کشورها و حتی جزئیاتی دربارهٔ ساختمان‌ها و تأسیسات شهری و نیز لباس پوشیدن، آرایش، غذاخوردن، شیوهٔ استحمام، مراسم ازدواج و تفریحات رایج در هر سرزمین پرداخته‌است. او در این سفرنامه، همانند جهانگردان شرقی که در آن دوران از اروپا دیدن می‌کردند، به نظم و ترتیب، تمدن، رفاه و پیشرفت علمی اروپا به دیدهٔ اعجاب و تحسین نگریسته، با این همه، نقاط ضعف اخلاقی و معنوی تمدن اروپایی را هم فراموش نکرده، و با ذکر نمونه‌هایی به این نقاط ضعف اشاره کرده‌است.
این سفرنامه که در کتابخانه مجلس شورای ملی موجود است، در سال ۱۳۴۲ توسط دکتر حافظ فرمانفرماییان و با مقدمه دکتر ایرج افشار، دانشگاه ملی ایران، کتاب را در تهران به چاپ رسانده‌است.
پیرزاده خطی خوش داشته و شعر می‌سروده‌است که نمونه‌های آن در کتاب‌خانه مجلس شورای ملی موجود می‌باشند. از آن جهت هم مورد توجه بسیاری از دولتمردان و عالمان آن روزگار بوده‌است.